# Freiheitliche Partei Österreichs
De Freiheitliche Partei Österreichs (Vrijheidspartij van Oostenrijk, afgekort FPÖ) is een rechts tot extreemrechtse Oostenrijkse politieke partij. De FPÖ wordt over het algemeen beschouwd als een populistische, nationalistische en liberaal-conservatieve partij. De partij regeerde viermaal op nationaal niveau mee, met zowel de christendemocratische ÖVP als de sociaaldemocratische SPÖ: van 1983 tot 1986 in het kabinet-Sinowatz, van 2000 tot 2003 in het eerste kabinet-Schüssel, van 2003 tot 2005 in het tweede kabinet-Schüssel en van 2017 tot 2019 in het eerste kabinet-Kurz.
Eveneens is de FPÖ vertegenwoordigd geweest in verschillende deelstaatregeringen. Anno 2022 is dat in twee van de negen deelstaten (Neder-Oostenrijk en Opper-Oostenrijk) het geval. De enige regeringsleider (Landeshauptmann) die de FPÖ tot op heden leverde was Jörg Haider, die in de periodes 1989–1991 en 1999–2008 gouverneur was van Karinthië. Haider was tevens partijleider tussen 1986 en 2000.
In het Europees Parlement telt de partij sinds 2019 drie afgevaardigden en is de partij sinds 15 juni 2015 lid van de rechtse, eurosceptische fractie Europa van Naties en Vrijheid.

## Geschiedenis

### Beginjaren
In 1949 werd het Verband der Unabhängigen (VdU) opgericht door de journalisten Herbert Alois Kraus en Viktor Reimann. Deze partij wordt gewoonlijk gezien als de voorganger van de FPÖ. De oprichters van het VdU waren conservatief en liberaal, maar niet extremistisch. De partij moest de stem vertolken van het burgerlijke nationaal-liberale element (Drittes Lager) in de samenleving dat onvoldoende werd vertegenwoordigd door de twee belangrijkste partijen in Oostenrijk, de christendemocratische ÖVP en de sociaaldemocratische SPÖ. Het VdU werd echter al spoedig gedomineerd door Duits-nationale en rechts-extremistische elementen. De liberale minderheid binnen de partij slaagde er niet in om de invloed van extreemrechts binnen de partij te stoppen. In 1955 richtte de voormalige SS-Brigadeführer Anton Reinthaller de Freiheitspartei op als directe concurrent van het VdU. Het gehavende VdU en de Freiheitspartei zouden op 3 november 1955 fuseren tot de Freiheitliche Partei Österreichs (FPÖ). Tijdens een partijconventie in april 1956 werd Reinthaller, een overtuigd nazi, tot partijleider gekozen. Hij kreeg 117 van de 124 stemmen, terwijl zijn opponent, Kraus, bleef steken op 3 stemmen. Bij de parlementsverkiezingen van 1956 behaalde de FPÖ slechts 6,5% van de stemmen, veel minder dan het VdU drie jaar eerder.

### Periode 1958 - 1980
Reinthaller overleed in 1958 en werd als partijleider opgevolgd door Friedrich Peter. Peter, tijdens de Tweede Wereldoorlog een Obersturmführer der SS wiens eenheid sinds 1941 betrokken was bij de systematische executie van honderdduizenden joden, werd door de Duits-nationale vleugel binnen de FPÖ gezien als de ideale opvolger van Reinthaller. Peter ontpopte zich echter al snel als een voorstander van een meer liberaal beleid en knoopte goede contacten aan met leidinggevende figuren binnen de SPÖ (o.a. de latere bondskanselier Bruno Kreisky). In de twintig jaar (1958-1978) dat Peter partijleider was boekte de FPÖ geen noemenswaardige electorale successen. Wel kreeg hij in 1970 voor elkaar dat zijn partij gedoogsteun ging verlenen aan de SPÖ-minderheidsregering van bondskanselier Kreisky. In ruil voor deze steun voerde de SPÖ-regering een hervorming van de kieswet door waardoor het voor kleinere partijen gemakkelijker werd om meer zetels in de Nationale Raad te verwerven. Bij de parlementsverkiezingen van 1971 kreeg de FPÖ vier zetels meer dan bij de verkiezingen een jaar eerder, terwijl het stemmenpercentage nagenoeg hetzelfde bleef. De verkiezingen van 1971 bezorgden de SPÖ een parlementaire meerderheid waarna gedoogsteun van de FPÖ niet meer nodig was.
De Atterseekreis

In de loop van de jaren zeventig nam de invloed van een groep intellectuele en liberaal georiënteerde jongeren binnen de FPÖ toe. Veel van hen kwamen voort uit de gelederen van de studentenorganisatie van de FPÖ, de Ring Freiheitlicher Studenten. Zij hadden in 1970 de Atterseekreis ("Attersee Cirkel") opgericht, waarbinnen figuren als Norbert Steger en Friedhelm Frischenschlager een belangrijke rol van betekenis speelden. Het liberalisme van de Atterseekreis was in de eerste plaats economisch gericht, maar had toch ook wel kenmerken van politiek en klassiek liberalisme.
Partijleider Peter ondersteunde het streven van de Atterseekreis om de FPÖ in liberale richting te stuwen. De invloed van de liberalen binnen de partij ondervond veel wantrouwen bij de extreemrechtse krachten die nog altijd hun stempel drukten op het beleid van de partij. Uiteindelijk werd in 1973 het Freiheitliche Manifest aangenomen waarin duidelijk het liberale gedachtegoed naar voren komt.
In 1978 besloot Peter zich niet meer kandidaat te stellen voor een nieuwe termijn als partijleider. Alexander Götz, de burgemeester van Graz, werd gekozen tot nieuwe partijleider. Götz stond bekend als een conservatief die zowel het vertrouwen van de hervormingsgezinden als de behoudzuchtige Duits-nationalen genoot. Tijdens het leiderschap van Götz trad de FPÖ toe tot de Liberale Internationale. Bij de parlementsverkiezingen van 1979 boekte de FPÖ onder Götz een bescheiden winst van één zetel.

### Periode 1980 - 1986
Götz maakte in 1980 plaats voor de liberaal Norbert Steger. Steger wilde graag dat zijn FPÖ mee zou regeren in een coalitie met de SPÖ en zag het als zijn voornaamste taak om de FPÖ salonfähig te maken voor de SPÖ. Steger werd gesteund door Frischenschlager, de jeugdige Jörg Haider en (op de achtergrond) Friedrich Peter.
Regeringsdeelname (1983-1987)

Bij de parlementsverkiezingen van 1983 verloor de SPÖ haar absolute meerderheid in de Nationale Raad. Hoewel de FPÖ haar slechtste verkiezingsresultaat ooit had neergezet, vormden SPÖ en FPÖ een coalitieregering waarin Norbert Seger vicekanselier werd en verder nog twee ministers en twee staatssecretarissen van FPÖ-huize toetraden. Het was hiermee de eerste keer in de geschiedenis van de FPÖ dat de partij regeringsverantwoordelijkheid ging dragen. De regeringsdeelname lag slecht bij een groot deel van de achterban en bij regionale verkiezingen werd de partij door de kiezer afgestraft. Haider, aanvankelijk voorstander van de coalitie, werd vanuit zijn thuisbasis in Karinthië de spreekbuis van de ontevreden FPÖ'ers. De charismatische Haider nam op sterke wijze afstand van het regeringsbeleid en in Karinthië bleef de FPÖ bij de landdagverkiezingen van 1984 dan ook verschoond van een nederlaag, de partij wist integendeel zelfs een zetel winst te boeken.

### Periode 1987 - 2000: Jörg Haider

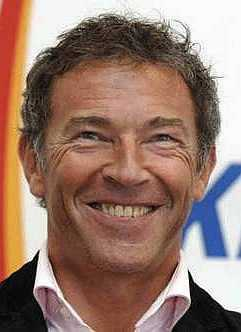
Jörg Haider in 2006

Bij een partijcongres in 1986 werd Haider als opvolger van Steger tot partijleider gekozen, waarna de FPÖ en SPÖ besloten om de coalitie te beëindigen. Bij de parlementsverkiezingen van 1986 boekte de FPÖ onder Haider een grote verkiezingsoverwinning. Het extremisme van Haider en de rechts-radicalen die het nu voor het zeggen hadden binnen de partij, zorgde er echter voor dat de SPÖ de FPÖ uitsloot van regeringsdeelname. Bij de daaropvolgende verkiezingen boekte de FPÖ telkens winst, maar de koers van de partij werd tegelijkertijd steeds extremer.
Onder Haider zette de FPÖ in op een kleinere overheid, directe democratie en een anti-immigratiebeleid. In 1991 kwam Haider in opspraak toen hij in een toespraak op 13 juni voor de landdag van Karinthië het werkloosheidsbeleid van het Derde Rijk hoger aansloeg dan het werkloosheidsbeleid van de bondsregering. Als gevolg hiervan werd hij in een gezamenlijke actie van de Karinthische SPÖ en ÖVP gedwongen om als gouverneur van de deelstaat af te treden. Hoewel (in de context bezien) deze uitlating van Haider niet als een lofprijzing voor het nazi-regime hoeft te worden gezien, kan ze wel als zodanig worden opgevat, omdat Haider zich in het verleden ook al bagatelliserend heeft uitgelaten over het nazi-regime: zo bagatelliseerde hij de moord op de joden in 1985 in een interview in het weekblad Profil. In 1995 houdt hij een nationalistische speech die wordt bijgewoond door veteranen van de Waffen-SS.) Dit alles zorgde er overigens niet voor dat de opmars van de FPÖ gestuit werd: bij regionale verkiezingen in 1991 behaalde de partij grote overwinningen.
Österreich zuerst

Berucht was de actie Österreich zuerst ("Oostenrijk eerst"). In januari 1993 nam Haider het initiatief tot een parlementair debat over de toestroom van vreemdelingen, dat later in het jaar gehouden zou moeten worden. Hij zamelde 417.000 handtekeningen met als doel een referendum te houden over een (nog) strengere wetgeving met betrekking tot de immigratie. Het aantal handtekeningen dat vereist was voor het houden van een referendum lag op 800.000. (Haider had zelf gerekend op ca. 1.000.000 handtekeningen.) Het restant aan liberalen dat nog steeds binnen de FPÖ actief was stapte in 1993 uit de partij en richtten Liberales Forum (LIF) op. Onder hen was Heide Schmidt, die nog enkele jaren als de nummer twee van de partij functioneerde onder Haider. In 1993 trad de FPÖ uit de Liberale Internationale.
De partij sprak met name Oostenrijkers aan die moe zouden zijn van het "gezeur " over het (nationaalsocialistische) verleden van het land.

### Periode 2000 - 2005: Regeringsdeelname
In 1999 werd Haider wederom gekozen tot gouverneur van Karinthië. Bij de parlementsverkiezingen van 3 oktober 1999 boekte de FPÖ de grootste verkiezingsoverwinning ooit: de partij verkrijgt 27% van de stemmen en stijgt van 41 naar 52 zetels. De partij behaalt hiermee evenveel zetels als de ÖVP, maar kreeg iets meer stemmen. De FPÖ was na de SPÖ de tweede partij van het land geworden. De SPÖ sloot een coalitie met de FPÖ echter uit en begon coalitieonderhandelingen met de ÖVP, die echter strandden. De ÖVP van Wolfgang Schüssel begon daarop onderhandelingen met de FPÖ en de beide partijen bereikten in februari 2000 een akkoord en op 4 februari werd de nieuwe bondsregering gepresenteerd. Het was voor de ÖVP ondenkbaar dat Haider als vicekanselier zou toetreden tot de regering en hij was dan ook als partijleider van de FPÖ afgetreden ten gunste van Susanne Riess-Passer. Mevr. Riess-Passer werd vicekanselier en naast haar hadden nog vijf bondsministers van FPÖ-huize zitting. De nieuwe regering kreeg direct te maken met sancties van de Europese Unie (EU). Contacten tussen Oostenrijk en andere lidstaten van de EU werden beperkt tot het hoogstnoodzakelijke.
De deelname van de FPÖ aan de regering leidde ertoe dat de partij verantwoordelijkheid droeg voor een aantal impopulaire maatregelen zoals economische hervormingen. De populariteit van de FPÖ bereikt haar dieptepunt in 2002. Vanaf de zijlijn oefende Haider flinke kritiek uit op de regering, waarna vanwege Haiders interne oppositie de FPÖ-ministers uit protest hun portefeuilles ter beschikking stelden. Bij nieuwe parlementsverkiezingen in november 2002 werd de FPÖ door de kiezers afgestraft: de partij verloor 34 zetels en behield er 18. Grote winnaar was de ÖVP van Schüssel die de grootste partij van het land werd. Aanvankelijk onderhandelden de ÖVP, SPÖ en Die Grünen - Die Grüne Alternative over een coalitie, maar toen deze onderhandelingen spaak liepen kwam er op 28 februari 2003 een nieuwe regering van ÖVP en FPÖ tot stand. De positie van de FPÖ was echter veel zwakker dan die in de vorige regering.
In april 2005 kwam het tot ernstige botsingen binnen de FPÖ waarna Haider, zijn zuster (Ursula Haubner) en een aantal getrouwen uit de FPÖ stapten en de Bündnis Zukunft Österreich (BZÖ) oprichtten. Alle FPÖ-ministers en staatssecretarissen, alsook het grootste deel van de FPÖ-fractie in de Nationale Raad, stapten over naar de BZÖ. Zodoende nam deze nieuwe partij ook de plaats van de FPÖ over in de toenmalige regeringscoalitie.

### Periode 2005 - 2019: Heinz-Christian Strache

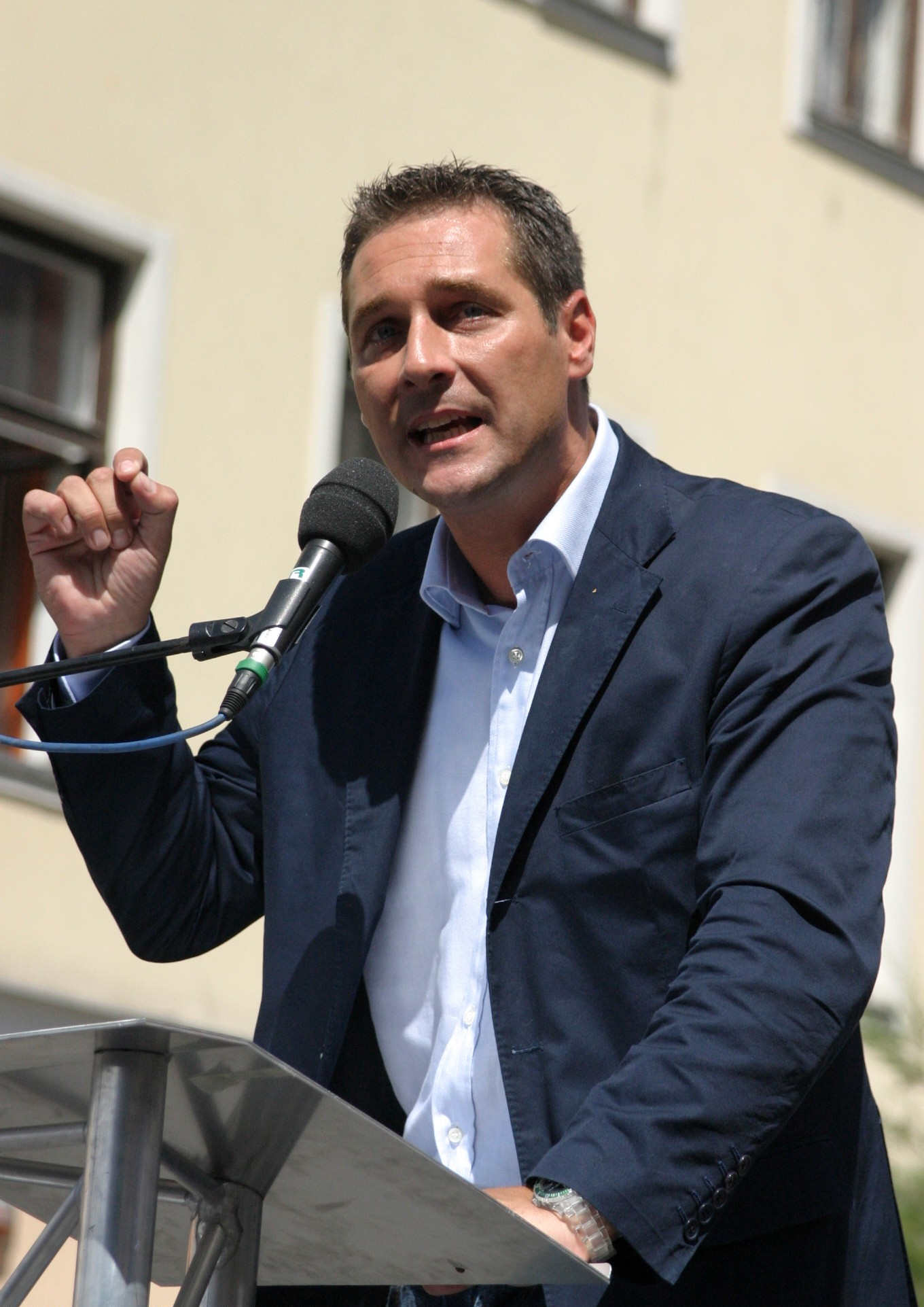
Heinz-Christian Strache in 2006

Op 23 april 2005 werd Heinz-Christian Strache als partijleider van de FPÖ gekozen. Bij de verkiezingen van 2006 bleek de FPÖ veel populairder te zijn dan de BZÖ en de partij kreeg 11% van de stemmen, goed voor 21 zetels. Regeringsdeelname zat er voor de FPÖ echter niet meer in (evenmin voor de BZÖ, die maar net de kiesdrempel haalde). Een traditionele "Grote Coalitie" van SPÖ en ÖVP werd gevormd onder Alfred Gusenbauer.
Algemeen wordt aangenomen dat de FPÖ onder Strache steeds extremer werd, een kenmerk van alle extremistische partijen. Desondanks boekte de FPÖ, met Strache als lijsttrekker, zetelwinst bij vier opeenvolgende parlementsverkiezingen. Na de winst in 2006 behaalde de partij 34 zetels in 2008, 40 zetels in 2013 en 51 zetels in 2017. Tussen 2008 en 2017 was de FPÖ de grootste oppositiepartij in het parlement en Strache vervulde in deze periode de functie van oppositieleider.
Na de verkiezingen van 2017 stapte de FPÖ in een regeringscoalitie met de ÖVP onder leiding van Sebastian Kurz. In het kabinet-Kurz I, dat op 18 december 2017 aantrad, was de partij vertegenwoordigd met vijf ministers en een staatssecretaris. Strache werd benoemd tot vicekanselier.
In 2019 viel het kabinet-Kurz I door de zogenaamde Ibiza-affaire: er was een video opgedoken waarin vicekanselier Strache en parlementslid Johann Gudenus in 2017 op een vakantie op Ibiza open leken te staan voor het ontvangen van campagnedonaties in ruil voor overheidscontracten als de partij in de regering zou komen. Strache en Gudenus stapten op, maar in de nasleep van de affaire viel het kabinet alsnog. Bij de Europese verkiezingen die vlak daarop volgden, werd Strache met voorkeurstemmen verkozen. Hij nam zijn zetel echter niet in.

### Periode sinds 2019
Na het Strache-tijdperk werden Norbert Hofer en Herbert Kickl het lijsttrekkersduo in de aanloop naar de vervroegde verkiezingen in september 2019. De FPÖ leed echter een zwaar verlies en moest 20 van zijn 51 zetels inleveren. De partij verdween opnieuw in de oppositie.

## Programmapunten
Speerpunten van de partij zijn:
- strengere anti-immigratiewetten
- verzet tegen de islamisering van Oostenrijk
- striktere wetshandhaving
- meer fondsen voor families
- Euroscepsis

### Standpunten 2019
De volgende standpunten werden door de FPÖ ingenomen in aanloop naar de parlementsverkiezingen van 2019:

## Verkiezingsresultaten

### Parlementsverkiezingen (Nationale Raad)
| Verkiezingsjaar | Stemmenaantal | %     | Zetels | Rol                         |
| --------------- | ------------- | ----- | ------ | --------------------------- |
| 1956            | 283.749       | 6.5%  | 6      | Oppositie                   |
| 1959            | 336.110       | 7.7%  | 8      | Oppositie                   |
| 1962            | 313.895       | 7.0%  | 8      | Oppositie                   |
| 1966            | 242.570       | 5.4%  | 6      | Oppositie                   |
| 1970            | 253.425       | 5.5%  | 6      | Oppositie                   |
| 1971            | 248.473       | 5.5%  | 10     | Oppositie                   |
| 1975            | 249.444       | 5.4%  | 10     | Oppositie                   |
| 1979            | 286.743       | 6.1%  | 11     | Oppositie                   |
| 1983            | 241.789       | 5.0%  | 12     | Coalitie met SPÖ            |
| 1986            | 472.205       | 9.7%  | 18     | Oppositie                   |
| 1990            | 782.648       | 16.6% | 33     | Oppositie                   |
| 1994            | 1.042.332     | 22.5% | 42     | Oppositie                   |
| 1995            | 1.060.175     | 21.9% | 41     | Oppositie                   |
| 1999            | 1.244.087     | 26.9% | 52     | Coalitie met ÖVP            |
| 2002            | 491.328       | 10.0% | 18     | Coalitie met ÖVP (tot 2005) |
| 2006            | 519.598       | 11.0% | 21     | Oppositie                   |
| 2008            | 857.028       | 17.5% | 34     | Oppositie                   |
| 2013            | 962.313       | 20.5% | 40     | Oppositie                   |
| 2017            | 1.316.442     | 26.0% | 51     | Coalitie met ÖVP            |
| 2019            | 772.666       | 16,2% | 31     | Oppositie                   |
| 2024            | 1.408.512     | 28,9% | 57     | Oppositie                   |

### Laatstedeelstaatverkiezingen
| Deelstaat (Bundesland)  | %      | Aantal zetels |
| ----------------------- | ------ | ------------- |
| Burgenland (2025)       | 23,1 % | 9 (van 36)    |
| Karinthië (2023)        | 24,5 % | 9 (van 36)    |
| Neder-Oostenrijk (2023) | 24,2 % | 14 (van 56)   |
| Opper-Oostenrijk (2021) | 19,8 % | 11 (van 56)   |
| Salzburg (2023)         | 25,8 % | 10 (van 36)   |
| Stiermarken (2024)      | 34,8 % | 17 (van 48)   |
| Tirol (2022)            | 18,8 % | 7 (van 36)    |
| Vorarlberg (2024)       | 28,0 % | 11 (van 36)   |
| Wenen (2020)            | 7,1 %  | 9 (van 100)   |
| Totaal                  |        | 97 (van 440)  |

## Bondsvoorzitters van de FPÖ
| Afbeelding | Persoon                         | Periode     |
| --- | ------------------------------- | ----------- |
| | Anton Reinthaller (1895–1958)   | 1956 — 1958 |
| | Friedrich Peter (1921–2005)     | 1958 — 1978 |
| | Alexander Götz (1928–2018)      | 1978 — 1980 |
| | Norbert Steger (*1944)          | 1980 — 1986 |
| | Jörg Haidera (1950–2008)        | 1986 — 2000 |
| | Susanne Riess-Passer (*1961)    | 2000 — 2003 |
| | Mathias Reichold (*1957)        | 2003        |
| | Herbert Hauptb (*1947)          | 2003        |
| | Ursula Haubnerb, c (*1945)      | 2003 — 2005 |
| | Hilmar Kabas (*1942)            | 2005        |
| | Heinz-Christian Strache (*1969) | 2005 — 2019 |
| | Norbert Hofer (*1971)           | 2019 — 2021 |
| | Herbert Kickl (*1968)           | sinds 2021  |
| a In 2005 oprichter en eerste voorzitter van de BZÖ b Trad in april 2005 uit de FPÖ en sloot zich aan bij de BZÖ c Zuster van Jörg Haider |                                 |             |

## Afdelingen in de deelstaten
- Burgenland: FPÖ Burgenland
- Karinthië: Die Freiheitlichen in Kärnten (FPK)
- Neder-Oostenrijk: FPÖ Niederösterreich
- Opper-Oostenrijk: FPÖ Oberösterreich
- Salzburg: FPÖ Salzburg
- Stiermarken: FPÖ Steiermark
- Tirol: Freiheitliche Partei Tirols (FPT)
- Vorarlberg: Vorarlberger Freiheitliche (FPV)
- Wenen: FPÖ Wien